# Pfarrkirche Mauerkirchen

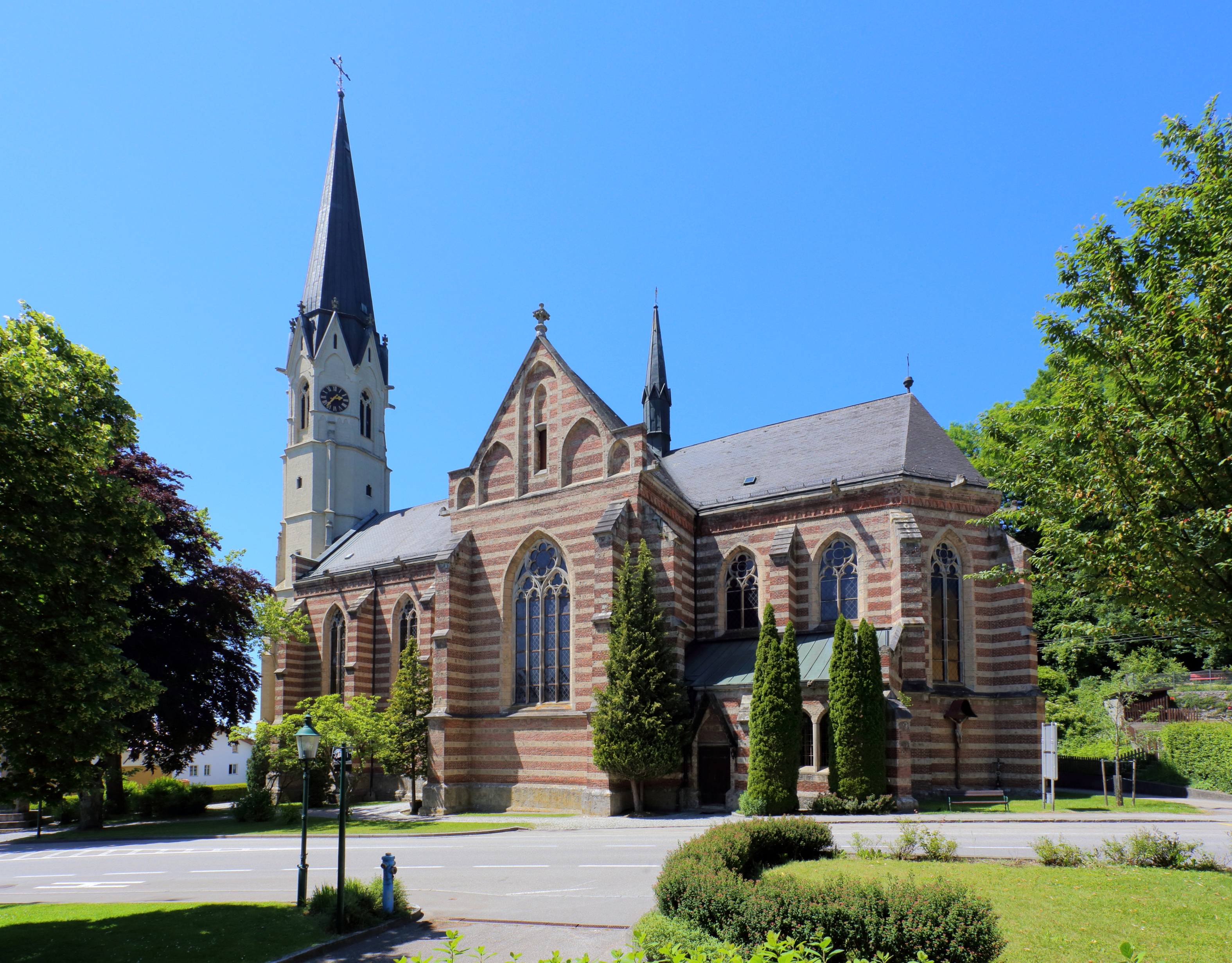
Pfarrkirche Mariä Himmelfahrt in Mauerkirchen

Die römisch-katholische Pfarrkirche Mauerkirchen mit dem Patrozinium Mariä Himmelfahrt steht im Ort Mauerkirchen in der Marktgemeinde Mauerkirchen in Oberösterreich. Seit dem 1. Jänner 2023 gehört Mauerkirchen als eine von 14 Pfarrteilgemeinden zur Pfarre Braunau der Diözese Linz. Die Kirche und der ehemalige Friedhof stehen unter Denkmalschutz.

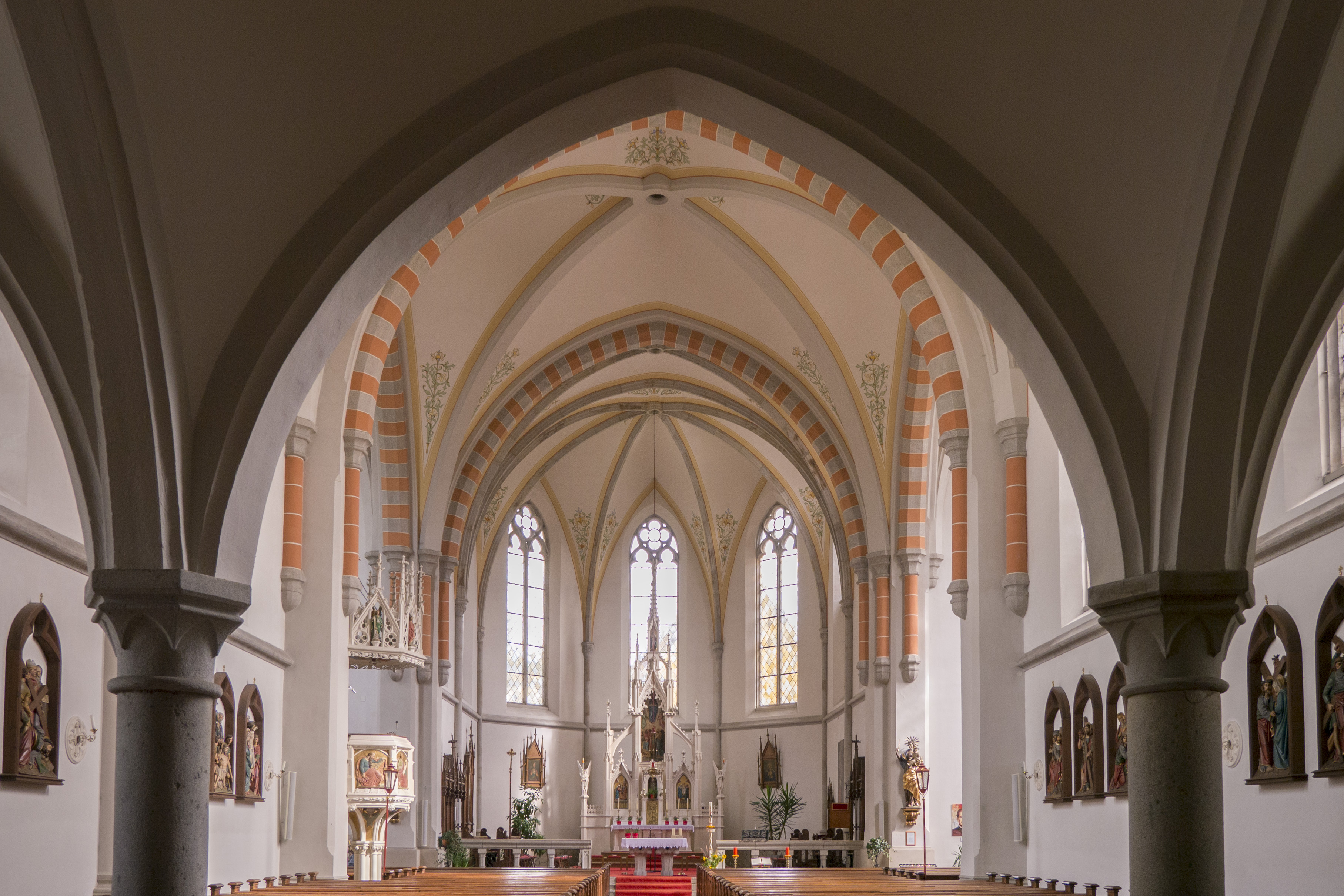
Innenansicht nach Osten

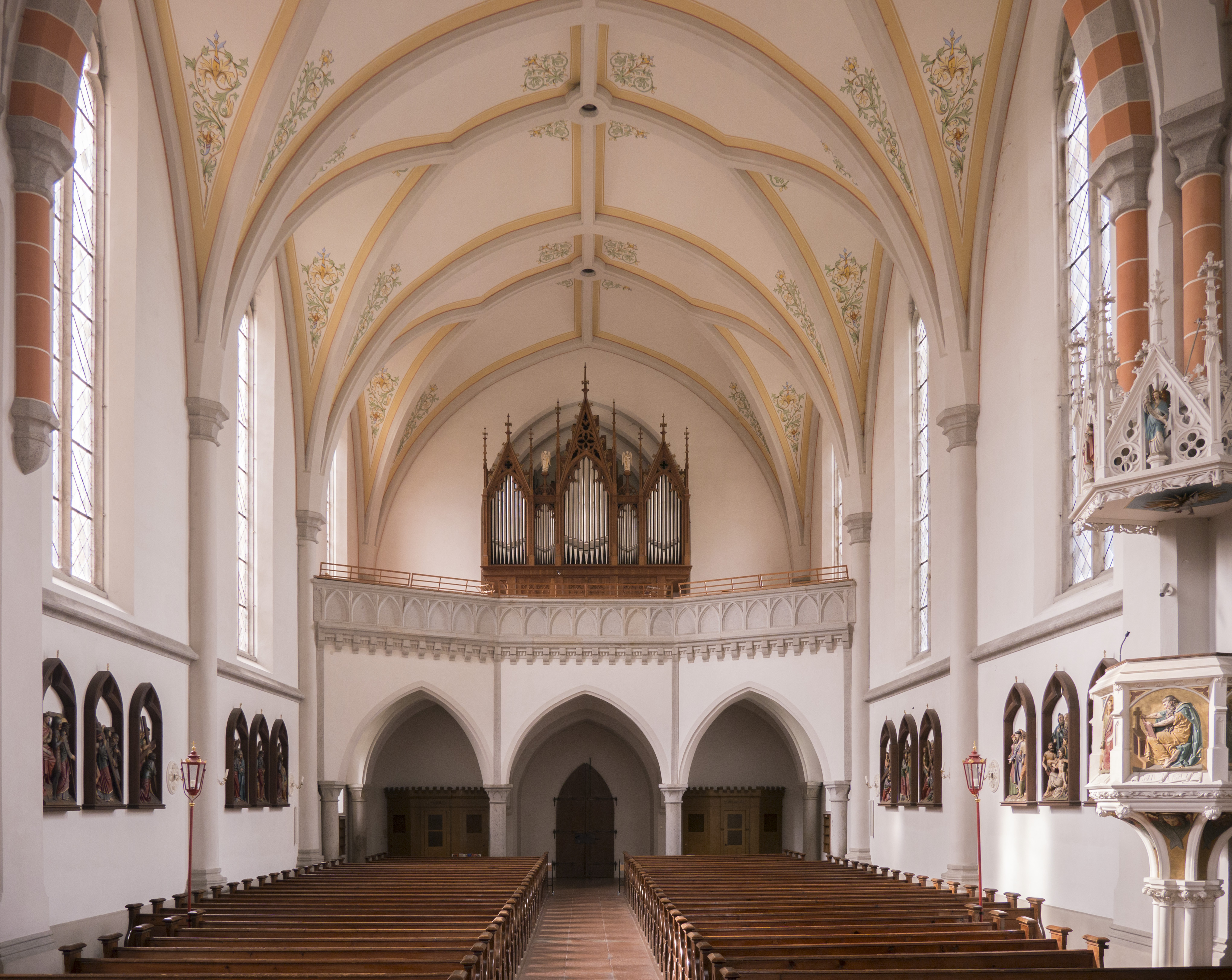
Innenansicht nach Westen

## Geschichte und Architektur
Eine Kirche wurde 1272 urkundlich genannt. Der alte, gotische Westturm, mit 1504 bezeichnet, ist mit seinem Untergeschoß erhalten. Nach einem Brand im Jahr 1865 wurde die kreuzförmige Saalkirche von 1867 bis 1872 im neugotischen Stil nach Entwurf von Hans Petschnig oder Dombaumeister Otto Schirmer neu errichtet. Das Mauerwerk weist Specklagen von Tuffstein alternierend mit Backsteinlagen auf, die vermutlich auf niederländische Vorbilder zurückgehen. Lang- und Querhaus sowie der Chor sind mit einem gemeinsamen Satteldach versehen, das Chorpolygon mit dreifachem Walm. An der Südseite des Chors ist eine Sakristei mit Pultdach angebaut. Der Turmaufsatz von 1873 ist neugotisch. Das bedeutende Bauwerk des Historismus ist in der Architektur und der Einrichtung innerhalb von Oberösterreich ohne Parallele.
Das weiträumige dreijochige Langhaus ist mit Stichkappen und einer Rippenfiguration nach der Art des Early English mit durchlaufender Scheitelrippe eingewölbt. Einheitliche hohe zweibahnige, an den Querhausfronten vierbahnige Spitzbogenfenster mit feinem Maßwerk erhellen das Innere. In der Turmhalle stehen seit 1983 mehrere Epitaphien aus Adneter oder Untersberger Marmor, darunter ein figurales Epitaph für Melchior Reisacheder mit einer Darstellung der Anbetung der Könige von 1598, sowie weitere aus dem 16. Jahrhundert.

## Ausstattung
Die Kirchenausstattung ist neugotisch. Die Altäre und die Kanzel wurden 1872 vom Wiener Bildhauer Josef Schönfeld vermutlich nach Entwürfen von Otto Schirmer geschaffen. Die Orgel mit 22 Registern auf zwei Manualen und Pedal wurde 1870 von Franz Sales Ehrlich erbaut.
Von den Figuren zu erwähnen sind eine barocke Madonna aus dem 18. Jahrhundert am südlichen Triumphbogenpfeiler, eine Ölberggruppe beim linken Seitenaltar, ein sogenanntes Ablasskruzifix, zwei Heilig-Grab-Darstellungen und die 14 Kreuzwegstationen aus dem 19. Jahrhundert.
Ein barockes Gemälde im Chor stellt Christus am Ölberg dar. Frühbarocke Sakristeischränke mit originalen Schlössern und Beschlägen stammen vermutlich aus dem Jahr 1621.
Eine Glocke mit dem Schlagton e´ (Zügenglocke) wurde im Jahr 1924, die übrigen mit den Schlagtönen c´, e´, g´, c´ wurden 1949 gegossen.